# Mpunguti Ya Juu
Mpunguti Ya Juu är en ö i Kenya.   Den ligger i länet Kwale, i den södra delen av landet, 500 km sydost om huvudstaden Nairobi. Arean är 0,22 kvadratkilometer.
Terrängen på Mpunguti Ya Juu är platt. Öns högsta punkt är 16 meter över havet. Den sträcker sig 0,6 kilometer i nord-sydlig riktning, och 0,7 kilometer i öst-västlig riktning.